# Magnus Hallman
Magnus Hallman, född 8 september 1745 i Regna, Östergötlands län, död 13 maj 1822 i Norrköping, var en svensk magistratssekreterare och konstnär.

## Biografi
Magnus Hallman var son till kyrkoherden Sven Hallman och Anna Catharina Hultin. Hallman avlade studentexamen i Uppsala 1756 och började därefter att ägna sig åt porträttmåleri. Ofta kopierade han Per Kraffts och Alexander Roslins målningar. Han var verksam som porträttmålare i Uppsala, Stockholm och slutligen i Östergötland. Han kom huvudsakligen att utföra porträtt av präster och de lärde. Hallman är representerad med ett porträtt av sin far i Regna kyrka och med ett porträtt av Carl von Linné i Vetenskapsakademiens porträttsamling, Stora Kopparbergs Bergslags samling, Östgöta nation i Uppsala, Gripsholms slott, Norrköpings konstmuseum och med ett porträtt av Carl von Linné i Medicinska fakultetens rum i Uppsala samt en bild av Högbo kyrka och ett 15-tal porträtt av kungar och ärkebiskopar vid Uppsala universitetsbibliotek.